# Santikutz Klasika
A Santikutz Klasika é uma corrida ciclista de um dia que se disputa nos arredores de Legazpi (Euskadi). Criada em 1929, é pontuável pela Copa da Espanha de ciclismo. Até 1964 podiam participar os ciclistas profissionais.

## Palmarés
| Ano               | Vencedor                    | Segundo                   | Terceiro                 |
| ----------------- | --------------------------- | ------------------------- | ------------------------ |
| Prova Legazpia    |                             |                           |                          |
| 1929              | Ricardo Montero             | Francisco Cepeda          | José Valderrey           |
| 1930              | Ricardo Montero             | Federico Ezquerra         | Vicente Trueba           |
| 1931              | Federico Ezquerra           | José García               | Luciano Montero          |
| 1932              | Ricardo Montero             | Federico Ezquerra         | Mariano Cañardo          |
| 1933              | Luciano Montero             | Eugenio Madrazo           | Eusebio Bastida          |
| 1934              | José Urdangarin             | Fermín Trueba             | Ramón Oñaederra          |
| 1935              | Jesús Dermit                | Germán Golzarri           | José Goenaga             |
| 1936              | Jesús Dermit                | Julián Larrinaga          | Juan Tellechea           |
| 1937-1942         | ‘‘Não disputada’’           | ‘‘Não disputada’’         | ‘‘Não disputada’’        |
| 1943              | Isidro Bejarano             | José Lahoz                | Félix Vidaurreta         |
| 1944              | José Gandara                | Francisco Michelena       | Lucio Ganchegui          |
| 1945              | ‘‘Não disputada’’           | ‘‘Não disputada’’         | ‘‘Não disputada’’        |
| 1946              | José Vergara                | Juan Cruz Ganzaraín       | Pablo Izco               |
| 1947              | Juan Cruz Ganzaraín         | José Mendizabal           | Pablo Izco               |
| 1948              | Dalmacio Langarica          | Jesús Morales             | Francisco Michelena      |
| 1949              | Juan de Dios                | José Zurutuza             | Ramón Zabalo             |
| 1950              | Martín Mancisidor           | Jesús Loroño              | Emilio Ugalde            |
| 1951              | Dalmacio Langarica          | José Michelena            | Francisco Michelena      |
| 1952              | Manuel Aizpuru              | Joaquín Aizpuru           | Carmelo Morais           |
| 1953              | Pablo Izaguirre             | José Luis Mañeru          | Isidro Zabala            |
| 1954              | Cosme Barrutia              | Luciano Montero           | Jesús Loroño             |
| 1955              | Joaquín Salaverria          | Martín Erausquin          | Juan Echeverria          |
| 1956              | Jacinto Urrestarazu         | Juan Echeverria           | Pablo Aguirreche         |
| 1957              | Luis Otaño                  | Jacinto Urrestarazu       | Carlos Pérez             |
| 1958              | Roberto Morales             | Emilio Cruz               | Constantino García       |
| 1959              | Ponciano Arbelaiz           | Eusebio Vélez             | Pedro Cerros             |
| 1960              | Carmelo Loiro               | Jesús Aranzabal           | José María Balier        |
| 1961              | Jorge Nicolau               | Juan M. Menéndez          | Ángel Ciordia            |
| 1962              | Carlos Echeverria           | E. Santisteban            | Pedro Guenechea          |
| 1963              | Andrés Incera               | José Manuel Lasa          | José Miguel Chasco       |
| 1964              | Vicente López Carril        | Jesús Aranzabal           | Gabino Ereñozaga         |
| 1965              | Domingo Perurena            | Ramón González            | José Manuel Lasa         |
| 1966              | Félix González              | Andrés Incera             | Juan María Azcue         |
| 1967              | Miguel María Lasa           | Adrián Dez                | José Alba                |
| 1968              | Ignacio Ascasibar           | José Luis Uribezubia      | José Luis Laborta        |
| 1969              | Manuel García               | Francisco Galdós          | Pedro María Ugarte       |
| 1970              | José María Basualdo         | Francisco Javier Galdeano | Luis María Echeverria    |
| 1971              | Ignacio Aizpuru             | Juan Gorostidi            | Ramón Murillo            |
| 1972              | Luis María Echeverria       | Joaquín Izaguirre         | Francisco Javier Lecue   |
| 1973              | Eleuterio López             | Antonio Alcón             | Miguel Aguilera          |
| 1974              | Juan María Torres           | Miguel Aguilera           | Felipe Yáñez             |
| 1975              | José Ángel Urtizberea       | Carlos Valencia           | José Enrique Cima        |
| Santikutz Klasika |                             |                           |                          |
| 1976              | Antonio Abad                | Juan Ignacio Araña        | Ángel Lozano             |
| 1977              | Miguel A. Inchausti         | Luis María Arocena        | José Luis Echeverria     |
| 1978              | Juan Fernández Martín       | Santos Esparza            | José María Caravaca      |
| 1979              | Oscar Quintanilla           | Jokin Mujica              | Jesús María Barberena    |
| 1980              | Iñaki Arrieta               | Federico Etxabe           | Juan María Eguiarte      |
| 1981              | Sabino Angoitia             | Juan Luis García          | Mikel Lizarralde         |
| 1982              | Arsenio González            | Fabián García             | Javier Imaz              |
| 1983              | Francisco Javier Lejarcegui | Iñigo Larrañaga           | Francisco Javier Recalde |
| 1984              | Rubén Gorospe               | Alberto Leanizbarrutia    | Alberto Clerencia        |
| 1985              | Manuel Carrera              | José A. Maestre           | Rolando Ovando           |
| 1986              | Jesús Montoya               | Ion Reyna                 | José María Palacin       |
| 1987              | Cyrille Fancello            | Frédéric Guédon           | José Miguel Rojo         |
| 1988              | Víctor Gonzalo              | Alfredo Irusta            | Joseba Berrojalbiz       |
| 1989              | Juan Romero                 | Vicente Prado             | José Luis Izaguirre      |
| 1990              | Roberto Lezaun              | Jesús Etxeberria          | Ignacio García Camacho   |
| 1991              | Javier Díaz                 | Javier Pascual Llorente   | Javier Baigorri          |
| 1992              | Javier Palacín              | Josep Viladoms            | Imanol Galarraga         |
| 1993              | Óscar López Uriarte         | Roberto Laiseka           | Íñigo Cuesta             |
| 1994              | Juan Carlos Domínguez       | Ibon Ajuria               | Aitor Osa                |
| 1995              | Aitor Bugallo               | Unai Etxebarria           | Igor Flores              |
| 1996              | Joseba Beloki               | Juan José dos Anjos       | José Luis Butini         |
| 1997              | David Latasa                | Agustín Margalef          | José María García        |
| 1998              | José Urea                   | Igor Astarloa             | Luis Poyatos             |
| 1999              | José Manuel Vázquez         | Juan Gomis                | David Vázquez            |
| 2000              | Mikel Astarloza             | Juan Manuel Fontes        | Iñaki Isasi              |
| 2001              | Egoi Martínez               | Alejandro Valverde        | Ricardo Serrano          |
| 2002              | Francisco Gutiérrez         | Javier Ramírez Abeja      | José Rafael Martínez     |
| 2003              | Ion del Rio                 | Javier Ramírez Abeja      | Juan José Cobo           |
| 2004              | Beñat Albizuri              | Luis Fernández            | Rubén Pérez              |
| 2005              | Óscar Grau                  | Javier Mejías             | Óscar Cortés             |
| 2006              | Francisco Gutiérrez         | Egoitz Murgoitio          | David Rodríguez          |
| 2007              | Carlos Oyarzún              | Delio Fernández           | José Antonio Carrasco    |
| 2008              | Didac Ortega                | Gorka Izagirre            | David Gutiérrez          |
| 2009              | Jorge Martín Montenegro     | Rubén García Pérez        | Benjamín Prades          |
| 2010              | Daniel Díaz                 | Víctor de la Parte        | Francisco Javier López   |
| 2011              | Eduard Prades               | Adrián Alvarado           | Jesús Merino             |
| 2012              | Eduard Prades               | Alexey Rybalkin           | Adrián Alvarado          |
| 2013              | Santiago Ramírez            | Pablo Lechuga             | Cristian Cañada          |
| 2014              | Adrián Alvarado             | Vadim Zhuravlev           | Antton Ibarguren         |
| 2015              | Julen Amezqueta             | Vadim Zhuravlev           | Rafael Márquez           |
| 2016              | Jon Irisarri                | Antonio Angulo            | Richard Carapaz          |
| 2017              | Sergio Samitier             | Elías Tello               | Álvaro Cuadros           |
| 2018              | Antonio Gómez de la Torre   | Elías Tello               | Sergio Martín            |
| 2019              | Oier Lazkano                | Alejandro Ropero          | Iván Moreno              |
| 2020              | Não disputada               | Não disputada             | Não disputada            |
| 2021              | Unai Iribar                 | Pau Miquel                | Igor Arrieta             |